# Schloss Oberbergham

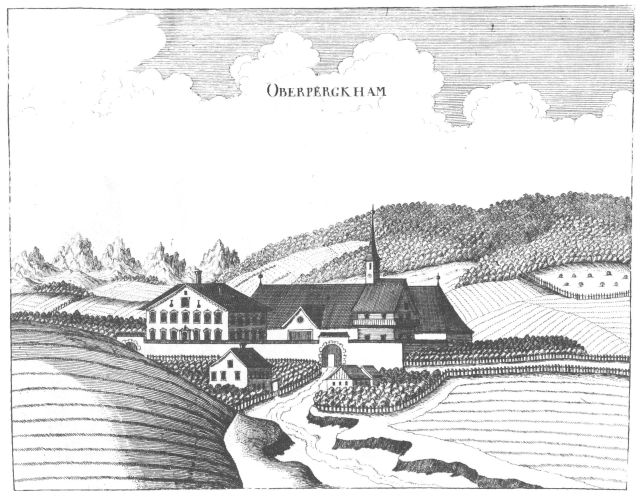
Schloss Oberbergham nach einem Stich von Georg Matthäus Vischer von 1674

Das abgegangene Schloss Oberbergham (Oberperkhamb) lag im Weiler Plötzenedt in der Gemeinde Ottnang am Hausruck im Bezirk Vöcklabruck von Oberösterreich. Gebäudereste des Schlosses sind im jetzigen Gutshof (früher Wirtshaus) in Plötzenedt Nr. 1 nachweisbar.

## Geschichte
Der Burgstall Perkheim war der Stammsitz der Perkheimer. Diese waren bäuerlichen Ursprunges und arbeiteten sich vorerst in die niederste Adelsschicht, den sog. Einschildrittern, hoch. 1295 kaufte der Salzburger Erzbischof Konrad von Heinrich von Pergheim den Besitz. Dieser wurde 1339 durch die Grafen Schaunberg an den Rudel Enenkel verliehen, der bis 1360 in dessen Besitz blieb.
Weitere Perkheimer waren:
- Georg von Perkheim († 1450), vermählt mit Susanna († 1428), Tochter des Gregor Rathaiminger.[2]
- Jörg II. von Perkheim erwarb von den Schaunbergern 1455 auch Schloss Würting, von da ab Hauptsitz der Perkheimer.
- Kaspar von Perkheim (um 1455; † 1. März 1520) Ritter zu Wittring (Würting) war mit Rosina von Auersperg (um 1481 † 1525) verheiratet und wurde 1471 und 1474 unter dem ständischen Aufgebot gegen die Böhmen erwähnt. Kaspar war Vitztum und somit oberster Finanzbeamter im Lande ob der Enns, seit 1501 auch Hausrat von Kaiser Maximilian I. und damit zugleich Mitglied des „Regiments“ (der Regierung) der „Niederösterreichischen Lande“.[2] Er erwirbt 1488 die Herrschaft Höft vom Stift Seitenstetten sowie 1514 von den Schaunbergern als Lehen die Herrschaft Rosegg. Nach Kaspars Tode heiratete Rosina 1523 den Krainer Lasla Thurner zu Raschendorf, der sich noch 1525 östlich von Perg im Machland die Wasserburg Thurnhof erbaute.[3]
- Kaspars Söhne Jörg III. († 1559)[4], Wolfgang († 1556) und Kaspar der Jüngere erreichten das Erwachsenenalter. Unter ihnen scheinen die Perkhamer 1525 unter dem Ritterstand auf.[5] Mit dem kinderlos verstorbenen Jörg III. stirbt diese Adelsfamilie aus. Die perkheimer’schen Besitzungen fielen an Emerantia von Polheim, die zweite Ehefrau von Jörgs Bruder Wolfgang, der bereits 1556 gestorben war. Die 1554 geborene Tochter Christina wurde mit Georg Achaz von Losenstein vermählt, der weit verstreute Familienbesitz ging Stück um Stück in fremde Hände über.[6]

1643 wird Tobias Nütz von Goisernburg als Besitzer von Oberbergham genannt; dieser hatte im Tausch gegen seine Herrschaft Goisernburg 1643 die Herrschaften Oberbergham und 1644 Wartenburg eingetauscht. 1643 erhielt er von Kaiser Friedrich II. das Recht, Rechte von Oberbergham auf sein Gut Plötzened (Plössenöd) mit Veränderung des Namens des Letzteren in „Oberpergheim“ zu übertragen (was aber nicht gemacht wurde), sowie die Bewilligung, sein Wappen mit jenem der erloschenen „von Pergheim“ zu vereinigen. Bereits damals war von einem „verfallenen Sitz und Burgstall Oberpergheim“ die Rede. Zudem vereinigt Tobias Nütz die Herrschaft Oberbergham mit Schwazgrüb und der Pfarre Weibern.
1644 besaß der Forstmeister Christoph Staindl das Schloss, das – wie auf dem Stich von 1674 zu erkennen ist – wieder aufgebaut wurde.
Von Christian Freiherrn von Aretin gingen diese Besitzungen an Josef Maria von Weichs über. Zur Herrschaft Oberbergham gehörten zeitweilig auch Schloss Walchen, Schloss Wildenhag und Schloss Litzlberg, die 1816 versteigert wurden. Wann Oberbergham abgekommen ist, ist nicht bekannt.

## Frühere Anlage des Schlosses Oberbergham
Wie auf dem Stich von Georg Matthäus Vischer von 1674 zu erkennen ist, war Oberbergham ein zweigeschoßiges Gebäude, das von einer Mauer mit zwei Toren umgeben war. Innerhalb des umfriedeten Bereichs ist ein Troadkasten aus Holz zu erkennen; dahinter liegt ein langgestrecktes Gebäude, wahrscheinlich der zum Schloss gehörende Meierhof.